# جو ديريتا
جو ديريتا (بالإنجليزية: Joe DeRita)‏ مواليد 12 يوليو 1909 في فيلادلفيا - الوفاة 3 يوليو 1993 في لوس أنجلوس، كاليفورنيا، الولايات المتحدة، هو ممثل وكوميدي أمريكي بدأ مسيرته الفنية سنة 1920. امتدت مسيرته الفنية لأكثر من 55 عاما. من أعماله مغامرات أوزي وهارييت (1966).

## وصلات خارجية
- جو ديريتا على موقع IMDb (الإنجليزية)
- جو ديريتا على موقع الموسوعة البريطانية (الإنجليزية)
- جو ديريتا على موقع تيرنر كلاسيك موفيز (الإنجليزية)
- جو ديريتا على موقع أول موفي (الإنجليزية)
- جو ديريتا على موقع قاعدة بيانات الأفلام السويدية (السويدية)
- جو ديريتا على موقع إن إن دي بي (الإنجليزية)
- جو ديريتا على موقع قاعدة بيانات الفيلم (الإنجليزية)
- الموقع الرسمي